# Verbanntendekret
Als so genanntes Verbanntendekret, auch Verbanntenedikt, wird in der althistorischen Forschung die allgemeine Verordnung des Makedonenkönigs Alexanders des Großen bezeichnet, die den sofortigen Straferlass aller griechischen Verbannten mit Ausnahme der wegen Mordes oder Sakrileg Verurteilten beinhaltete.
Die Quellen liefern kaum Anhalte bezüglich der genauen Entstehung dieser Verordnung sowie zu den entscheidenden Ereignissen, die Alexander unmittelbar zum Beschluss des Verbanntendekrets veranlassten. Demnach erweist sich eine exakte Datierung dieses Erlasses als überaus schwierig. In der Forschung wird weitgehend davon ausgegangen, dass Alexander den Beschluss zu dieser Weisung bereits mehrere Monate vor dessen öffentlicher Verkündigung gefasst hatte, möglicherweise im Frühjahr 324. Umstritten ist der Zweck des Erlasses, mit dem Alexander sich unter Bruch der 338 mit den Griechen geschlossenen Vereinbarungen offen und massiv in die Innenpolitik der Städte einmischte; erwogen wird, dass der König die Poleis bewusst schwächen wollte, indem er durch die erzwungene Rückkehr der Verbannten Unfrieden stiftete und sich zugleich in Gestalt der Rückkehrer treue Gefolgsleute schuf.
Alexander schickte den Offizier Nikanor von Stageira, der Schwiegersohn des Aristoteles, nach Olympia mit dem Auftrag, Alexanders Brief an die griechischen Exilierten während der Olympischen Spiele verlesen zu lassen. Wohl am Hauptfesttag, dem 4. August 324, übergab Nikanor das Schreiben an den siegreichen Herold, der anschließend den Brief Alexanders und damit die Mitteilung der Rückkehrerlaubnis aller griechischen Exilierten außer Mördern, Tempelräubern und vielleicht Thebanern in ihre Heimatstaaten vor angeblich rund 20.000 anwesenden Verbannten verlas. Bei diesen dürfte es sich primär um Menschen gehandelt haben, die im Zuge von Bürgerkriegen (Staseis) aus ihren Heimatgemeinden vertrieben worden waren. Als Garantiemacht für die Realisierung dieser allgemeinen Anweisung an die griechischen Staaten sollte das damals von Antipatros von Paliura als Reichsverweser geführte Makedonien eintreten.